# Nicolò Pizzolo
Nicolò Pizzolo, o Pizolo, nome con cui è noto Nicolò di Pietro di Giovanni (Padova, 1420 circa – Padova, 1453), è stato un pittore e scultore italiano.

## Biografia
Attivo a Padova, collaborò prima con Ansuino da Forlì e con Filippo Lippi ad esempio per gli affreschi della cappella del podestà (1432-1434), poi con Donatello (1443-1453). Entrato nell'ambiente di Francesco Squarcione, conobbe il giovanissimo Andrea Mantegna, con il quale fu incaricato della decorazione di una parte della Cappella Ovetari.
Qui fu artefice della pala d'altare in terracotta, per la quale citò in giudizio Mantegna nel 1449 per le continue ingerenze, e di alcuni affreschi nel catino absidale, andati distrutti nel bombardamento del 1944, ma noti da fotografie in bianco e nero. Si trattava di un Padre eterno benedicente e di quattro medaglioni di Dottori della Chiesa nello studio, dotati di originali cornici scorciate prospetticamente derivate dai tondi di Donatello. Queste opere sono considerate tra i migliori esiti della decorazione ad affresco della cappella e il loro perfetto scorcio prospettico fece da modello per lo stesso Mantegna, che in quegli anni andava affinando la propria tecnica.

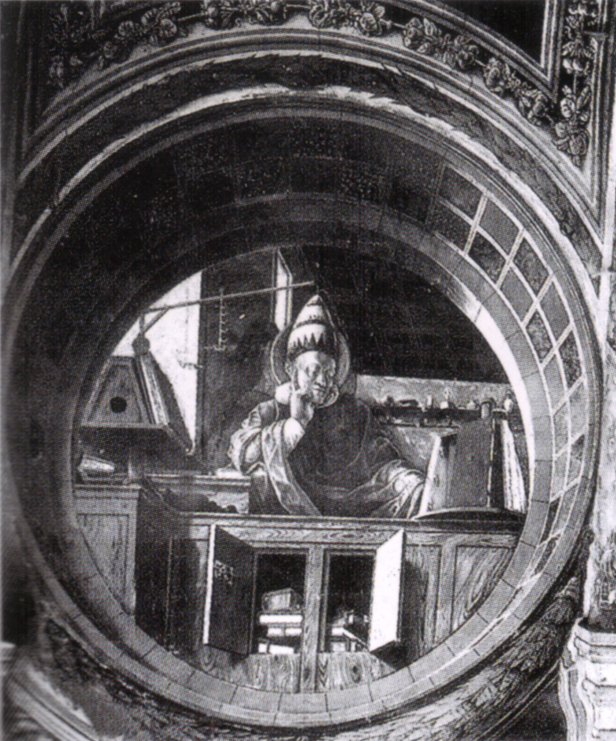
San Gregorio, dalla cappella Ovetari